# Noguchi Yatarō

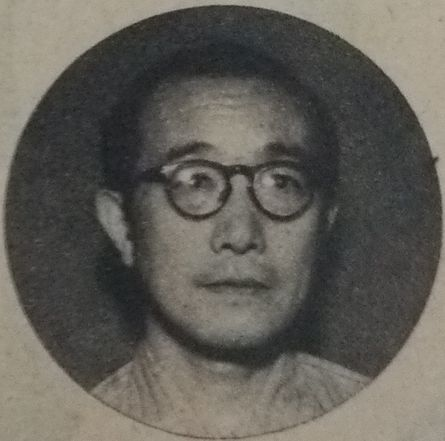
Noguchi, um 1951

Noguchi Yatarō (japanisch 野口 弥太郎; geb. 1. Oktober 1899 in der Präfektur Tokio; gest. 23. März 1976) war ein japanischer Maler im Yōga-, also im „westlichen“ Stil während Taishō- und Shōwa-Zeit.

## Leben und Werk
Noguchi wurde in Tōkyō geboren, wuchs aber in dem damals japanischen Incheon, dann in Nagasaki und Kōbe auf, in den Dienstorten seines Vaters, der dort Bankangestellter war. 1920 machte Noguchi seinen Abschluss an der Kansai-Gakuin-Mittelschule und ging dann nach einer durch Krankheit bedingten Pause nach Tōkyō. Dort begann er ein Studium der Malerei an der Kawabata-Kunstschule (川端画学校, Kawabata gagakkō), wobei Fujishima Takeji sein Lehrer wurde. 1922 konnte Noguchi ein erstes Werk in der Ausstellung der Nika-kai (二科会) zeigen, dem dann dort weitere folgten. 1927 zeigte er Bilder auch in der „1930 Gesellschaft“ (1930年協会, 1930-nen kyōkai), die Maeta Kanji mit Freunden organisiert hatte. Er wurde auch dort Mitglied.
Im selben Jahr ging Noguchi nach Paris, wo er sich an der Académie Grande Chaumière weiterbildete. Ab 1930 zeigte er Bilder im Salon d’Automne. Die 1931 eingereichten Bilder „Place de Vercours“ und „Café du Port“ erhielten Anerkennung, wobei das zweite von der französischen Regierung erworben und Teil der Sammlung des Pariser Rathauses wurde. 1932 unterschrieb Noguchi in Paris einen Vertrag für eine Einzelausstellung in der Villon Gallerie, musste das Projekt jedoch wegen Problemen mit seinen Augen aufgeben.
1933 kehrte Noguchi nach Japan zurück, stellte Bilder auf der Ausstellung der „Unabhängigen Künstlergemeinschaft“ (独立美術協会, Dokuritsu bijutsu kyōkai) aus und wurde Mitglied. Zunächst zeigte er Bilder, die er in Frankreich gemalt hatte, ab 1939 dann Bilder, die auf Material beruhten, das er auf Reisen durch Nordjapan und Hokkaidō gesammelt hatte. 1945 verlor er sein gesamtes Werk bei dem großen Luftangriff vom 24./25. Mai.
Nach 1945 besuchte Noguchi Nagasaki und auch wieder Hokkaidō. Dabei entstand eine größere Zahl von Landschaftsbildern, die mit einem fauvistischen in hellen Farben gemalt waren. 1960 reiste er wieder nach Europa, besuchte Italien und Spanien und konnte 1961 seine Bilder auf einer Einzelausstellung in Paris zeigen. 1964 erhielt Noguchi den 5. jährlichen „Mainichi Preis der schönen Künste“ (毎日美術賞, Mainichi bijutsu-shō) für eine Reihe von Bildern von seiner zweiten Europa-Reise, darunter das Bild „Prozession in Sevilla“ (セビラの行列, Sebira no gyōretsu), gemalt mit einem leichten, hellen Pinselstrich. Danach malte Noguchi weiter, selbst während der Behandlung seines linken Auges.
Noguchi fand hohe Anerkennung für seine urbane, verfeinerte Sensibilität, für seinen Gebrauch der Farbe und für seine Gabe, bei aller Freiheit immer im Kontakt zu sein mit den Wurzeln japanischer Kunst. Er erhielt unter anderem 1972 die „Dunkelblaue Medaille am Band“ (紺綬褒章, Konju hōshō), 1973 den großen Preis (芸術選奨 文部大臣賞, Geijutsu Senshō Mombudaijin-shō) des Kultusministers. 1975 wurde er Mitglied der Akademie der Künste.
Die Stadt Nagasaki bewahrt das Andenken an Noguchi mit dem „Noguchi-Yatarō-Gedächtnis-Kunstmuseum“ (野口弥太郎記念美術館).